# Lipnica Murowana
Lipnica Murowana is een dorp in de Poolse woiwodschap Klein-Polen. De plaats maakt deel uit van de gemeente Lipnica Murowana en telt 890 inwoners.
De Sint-Leonarduskerk maakt deel uit van de werelderfgoedinschrijving Houten kerken van zuidelijk Małopolska.